# المعامش (الطويلة)

تعديل مصدري - تعديل

المعامش هي إحدى قرى عزلة لاعة بمديرية الطويلة التابعة لمحافظة المحويت، بلغ تعداد سكانها 56 نسمة حسب تعداد اليمن لعام 2004.